# Xenasteia okinawaensis
Xenasteia okinawaensis är en tvåvingeart som beskrevs av Hardy 1980. Xenasteia okinawaensis ingår i släktet Xenasteia och familjen Xenasteiidae. Inga underarter finns listade i Catalogue of Life.